# PZL P.11
PZL P.11 – polski samolot myśliwski z okresu przed II wojną światową, wywodzący się z linii myśliwców konstrukcji inżyniera Zygmunta Puławskiego. Produkowany w Polsce w zakładach PZL w latach 1934–1936, a także na licencji w zakładach IAR w Rumunii. Wyprodukowano około 350 samolotów, łącznie z prototypami, w tym 200 dla lotnictwa polskiego i 145 dla rumuńskiego.
Jednomiejscowy górnopłat konstrukcji metalowej z odkrytą kabiną i stałym podwoziem, napędzanym silnikiem gwiazdowym. W chwili wejścia do służby w 1935 roku należał do światowej czołówki pod względem nowoczesności, lecz w 1939 roku ustępował już znacznie osiągami nowym samolotom niemieckim. Mimo to, w najliczniejszej wersji P.11c był podstawowym polskim myśliwcem podczas wojny obronnej we wrześniu 1939 roku. Zwany potocznie „jedenastką”, uznawany jest za symbol polskiego lotnictwa wojskowego okresu kampanii wrześniowej. Myśliwców P.11a i P.11c używało 12 z piętnastu polskich eskadr myśliwskich, wchodzących w skład Brygady Pościgowej oraz lotnictwa armijnego. Używane były ponadto bojowo na froncie wschodnim II wojny światowej przez lotnictwo rumuńskie, które również przejęło część polskich samolotów.

## Historia powstania

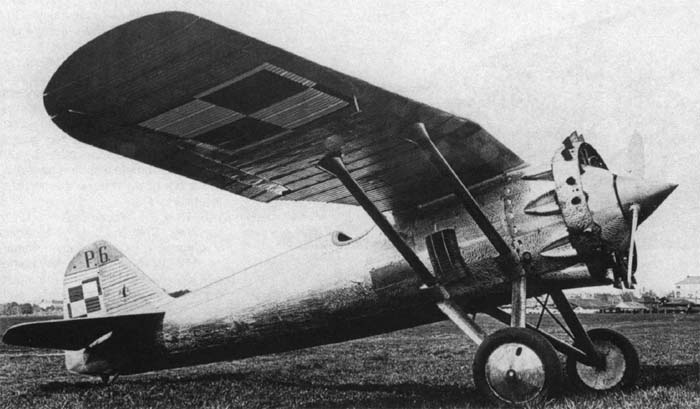
PZL P.6

Na przełomie lat 20. i 30. XX wieku w nowo powstałych Państwowych Zakładach Lotniczych w Warszawie inż. Zygmunt Puławski skonstruował serię nowoczesnych, całkowicie metalowych samolotów myśliwskich, poczynając od PZL P.1 z 1929 roku z silnikiem rzędowym. Ich cechą charakterystyczną był układ zastrzałowego górnopłata z opatentowanym przez Puławskiego skrzydłem, znanym jako płat Puławskiego. Skrzydła były zagięte w dół przy kadłubie, łącząc się z nim bezpośrednio, a w miejscu połączenia były zwężone i pocienione, zapewniając dobrą widoczność dla pilota. Opatentowane było także stałe podwozie nożycowe, z amortyzatorami ukrytymi w kadłubie. P.1 wzbudził zainteresowanie na świecie, podobnie jak kolejny model PZL P.6 z 1930 roku, który miał silnik gwiazdowy i kadłub o okrągłym przekroju, konstrukcji półskorupowej, lecz oba pozostały prototypami. W październiku 1930 roku oblatano kolejny model PZL P.7 z silnikiem gwiazdowym Bristol Jupiter VIIF o mocy maksymalnej 520 KM, wybrany następnie na wyposażenie lotnictwa polskiego i produkowany w latach 1932–1933. Dzięki temu polskie lotnictwo wojskowe jako pierwsze zostało w całości wyposażone w samoloty o konstrukcji metalowej. Należy zaznaczyć jednak, że zastosowanie silników gwiazdowych pogarszało widoczność do przodu, niwelując częściowo zalety płata Puławskiego.
Wrażenie, jakie wywołał P.6 zaprezentowany na paryskim salonie lotniczym na przełomie listopada i grudnia 1930 roku, zaowocowało ofertami dostarczenia silników ze strony wiodących zagranicznych producentów w celu zastosowania ich w polskim samolocie, z nadzieją na eksport. Na skutek tego, 20 stycznia 1931 roku na posiedzeniu Rady Administracyjnej PZL dyrekcja zakładów zaproponowała opracować równolegle dwa nowe prototypy z najlepszymi z oferowanych silników: P.8 z silnikiem rzędowym chłodzonym wodą oraz P.11 z silnikiem gwiazdowym Bristol Mercury chłodzonym powietrzem. Potencjalną możliwość sprzedaży za granicą dyrektor PZL Witold Rumbowicz oceniał na 250 egzemplarzy. Następnie uwzględniono jeszcze ofertę silników gwiazdowych francuskiej wytwórni Gnome-Rhône z myślą o państwach użytkujących silniki francuskie. Warto zaznaczyć, że we wczesnych dokumentach producenta oznaczenie samolotu było także zapisywane jako P. XI.
PZL P.11 stanowił wzmocnione i ulepszone rozwinięcie modelu P.7, z mocniejszym silnikiem i innymi zmianami. Inżynier Puławski zajął się jednak w pierwszym rzędzie preferowanym przez siebie samolotem z silnikiem rzędowym i przed swoją śmiercią w wypadku lotniczym 21 marca 1931 roku mógł najwyżej rozpocząć prace nad projektem wstępnym P.11, którego konstruktorem stał się już współpracownik Puławskiego, inż. Wsiewołod Jakimiuk. Obliczenia aerodynamiczne i wytrzymałościowe dla samolotu PZL P.11 wykonał natomiast inż. Piotr Bielkowicz. W toku rozwoju powstało pięć prototypów z różnymi silnikami, kilkakrotnie przerabianych, i szczegóły dotyczące ich rozwoju i numeracji nie są całkowicie pewne. Pierwszy prototyp (P.11/I) został oblatany w sierpniu 1931 roku przez Bolesława Orlińskiego (bliższa data nieznana). Otrzymał on francuski silnik Gnome-Rhône Jupiter VII 9Asb o mocy maksymalnej 480 KM. Był podobny do P.6, od którego różnił się przede wszystkim ulepszonym skrzydłem, pozbawionym wystających grzebieni na górnej powierzchni na skutek zmiany technologii nitowania, natomiast kadłub i usterzenie były zasadniczo takie same. Podobieństwo do P.6 powodował też nieosłonięty silnik rodziny Jupiter, jedynie z owiewkami cylindrów, a później z bardzo wąskim pierścieniem Townenda, obejmującym tylko cylindry. Prototyp ten prezentowany był od 24 listopada 1931 roku w Rumunii, a następnie w Turcji, gdzie wziął udział w konkursie samolotów myśliwskich w Stambule, okazując się (według dyrektora PZL) lepszy od innych współczesnych konstrukcji. W dniach 4, 8 i 14 listopada 1931 roku prowadzono w Warszawie próby statyczne elementów płatowca P.11, z udziałem delegacji rumuńskiej, z bardzo dobrymi wynikami. W kwietniu 1932 roku natomiast loty zapoznawcze na P.11/I odbywali w Warszawie piloci portugalscy, oceniając go entuzjastycznie. W starszych publikacjach podawano, że pierwszy prototyp został następnie w sierpniu 1932 roku sprzedany do Portugalii, lecz nie potwierdza tego nowsza literatura, chociaż brak jest informacji o jego losie.
Drugi prototyp (P.11/II), ze zmodyfikowanym kadłubem i kształtem usterzenia, wyposażony w brytyjski silnik Bristol Mercury IVA o mocy 517 KM, ukończony został w listopadzie 1931 roku. Początkowo prototyp ten borykał się z problemem wibracji silnika, wyeliminowanym przez wymianę silnika oraz zmiany śmigła. Oblatany został przez Bolesława Orlińskiego prawdopodobnie dopiero w grudniu 1931 roku. W styczniu otrzymał uzbrojenie w postaci dwóch karabinów maszynowych Vickers kalibru 7,92 mm w kadłubie, z celownikiem lunetkowym w wiatrochronie. W trakcie prób dodano szeroki Pierścień Townenda wokół silnika, długą owiewkę za głową pilota (następnie skróconą), a także owiewki kół. Początkowo testowano śmigło metalowe Ratier o zmiennym skoku, następnie drewniane Chauvière; ostatecznie w celu usunięcia problemu wibracji zastosowano drewniane śmigło Bristol. 19 czerwca 1932 roku po raz pierwszy zademonstrowano publicznie samolot podczas mityngu lotniczego na Polu Mokotowskim. W końcu lipca tego roku por. pil. Jerzy Bajan zajął nim drugie miejsce w wyścigu myśliwców podczas III Międzynarodowego Mityngu Lotniczego w Zurychu, osiągając prędkość 310 km/h i pokonując większość konstrukcji zachodnich; samolot nosił wówczas znaki 6-A. Po mityngu i wymianie kół, 23 sierpnia 1932 roku P.11/II przeleciał do Portugalii i był tam demonstrowany przez około rok, jednakże latem 1933 roku wrócił do Polski, gdzie był następnie używany do szkolenia w CWTL w Bydgoszczy. 23 czerwca 1936 roku został rozbity przy lądowaniu na Lotnisku Mokotowskim.

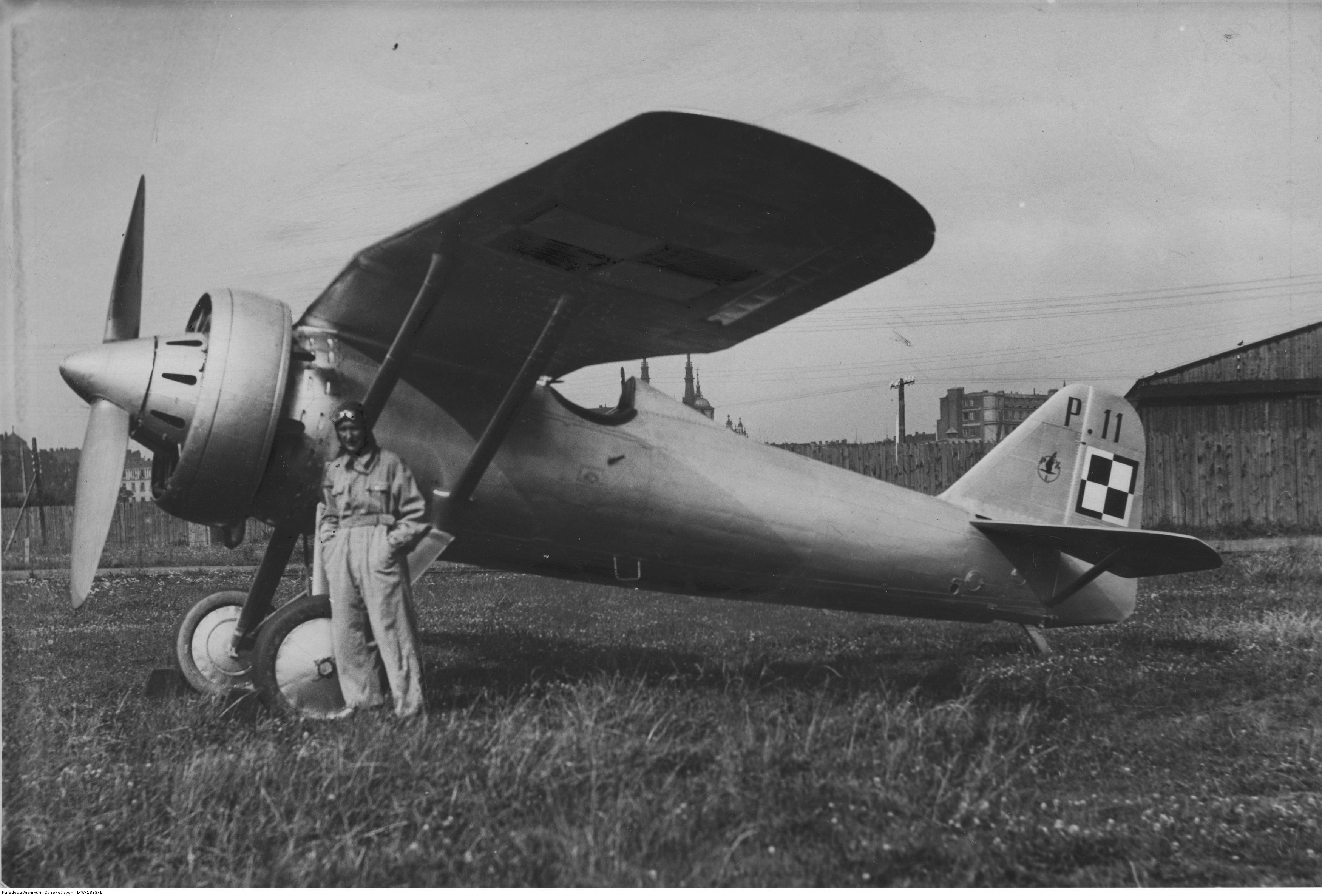
Płk pil. Jerzy Kossowski przed prototypem P.11/III, na lotnisku mokotowskim w 1932, przed podróżą do USA. Silnik jeszcze z wąskim pierścieniem.

Trzeci prototyp (P.11/III) został oblatany w czerwcu 1932 roku. Miał on silnik Bristol Mercury IVA, o mocy 555 KM, osłonięty dosyć wąskim pierścieniem Townenda. 22 sierpnia 1932 został przetransportowany statkiem „Pułaski” do USA w celu wzięcia udziału w wyścigach National Air Races w Cleveland. Pilotowany przez płk. pil. Jerzego Kossowskiego, ze znakami 6-D, wziął udział 2 września w wyścigu na wysokość 1 mili, lecz mimo rozwinięcia największej prędkości zawodów nie wygrał, gdyż z powodu nieporozumienia okrążył nieprzepisowo maszt na mecie. Po powrocie do Polski jesienią samolot został zmodyfikowany jako wzorzec wersji seryjnej P.11a; otrzymał szerszy pierścień Townenda na silniku z kolektorem spalin w przedniej krawędzi i uzbrojenie z dwóch km-ów, z celownikiem lunetkowym. Służył następnie w 1935 roku w CWOL do treningu instruktorów. Czwarty prototyp P.11/IV powstał dla zamontowania nowego francuskiego silnika Gnome-Rhône K9 Mistral o mocy do 550 KM, dostarczonego w celach reklamowych przez wytwórnię. Zbudowano go w oparciu o płatowiec z I serii myśliwców P.7a. Między 18 listopada a 4 grudnia 1932 został on zaprezentowany na XIII Salonie Lotniczym w Paryżu, wyposażony w trójłopatowe śmigło Gnome-Rhône. Stał się on przedprototypem wersji P.11b dla Rumunii.

## Produkcja i rozwój

### Wczesne odmiany – P.11a i P.11b

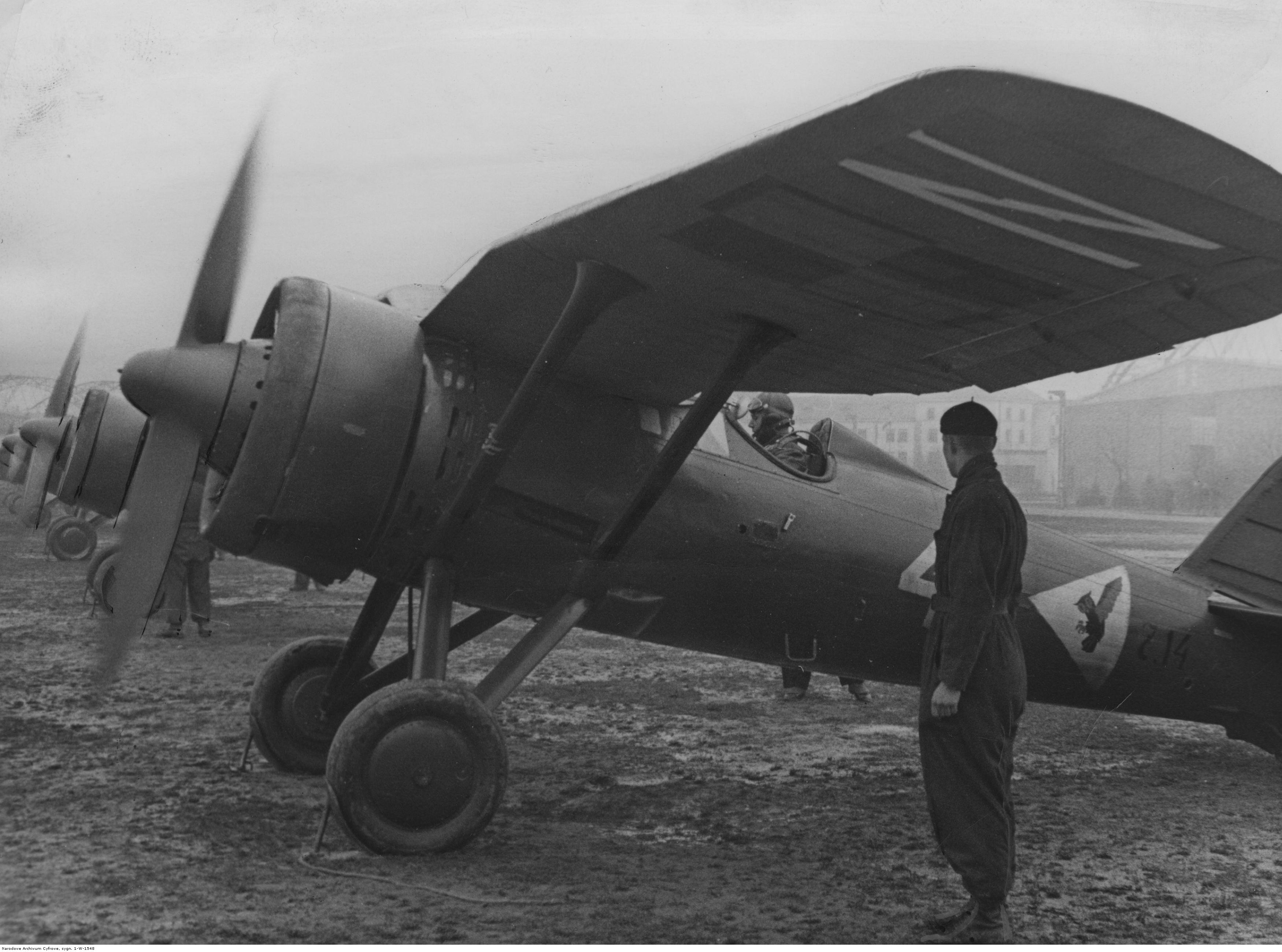
PZL P.11a ze 113. Eskadry Myśliwskiej na lotnisku

Pierwszym wariantem dla polskiego lotnictwa wojskowego był P.11a, pierwotnie oznaczany po prostu jako P.11 lub P.XI. Początkowo władze wojskowe zamierzały kupować dalej samoloty P.7a, lecz latem 1933 roku zdecydowano o zamówieniu zamiast nich P.11, traktowanych jako ulepszenie P.7. Napędzał je produkowany w polskich zakładach Skody na licencji silnik gwiazdowy Bristol Mercury IVS2 o mocy 575 KM. Początkowo zamówienie opiewało na 120 samolotów, lecz ostatecznie w tej wersji powstało ich jedynie 50. P.11a oparty był na prototypie P.11/III, miał szeroki pierścień Townenda na silniku z pierścieniowym kolektorem spalin w przedniej krawędzi i krótką owiewkę za kabiną, lecz różnicę w stosunku do prototypów (oraz do P.7a) stanowił poszerzony statecznik pionowy i ster. W stosunku do produkowanych wcześniej P.11b, P.11a otrzymały też zmodyfikowane skrzydło, przekonstruowaną część kabinową i nowy wiatrochron (trapezowy w widoku z boku). Uzbrojenie stanowiły dwa karabiny maszynowe kal. 7,92 mm Vickers wz. E po bokach kadłuba, z celownikiem przeziernikowym przed wiatrochronem. Produkcję uruchomiono dopiero w drugiej połowie 1934 roku ze względu na trwające jeszcze prace przy P.7, a lotnictwo zaczęło otrzymywać P.11a dopiero od wiosny 1935 roku. W marcu otrzymały numer wojskowy typu: 7 (od 7.1 do 7.50).
Zainteresowanie nową konstrukcją wyraziła już na początku Rumunia, która jako pierwsza 22 kwietnia 1933 roku zamówiła 50 maszyn seryjnych, oznaczonych jako P.11b. Przez to, P.11b stała się pierwszą produkowaną wersją P.11. Wykonano ich 49, w tym pierwsze 20 samolotów serii K (P.11b-K) miało węższy pierścień Townenda, bez kolektora spalin (z indywidualnymi rurami wydechowymi jak w P.7a), a dalsze 29 samolotów serii L miało szerszy pierścień z kolektorem spalin w przedniej części (wprowadzony później też w samolotach serii K). Płat, część konstrukcji kadłuba, usterzenie poziome i wiatrochron – trójkątny w rzucie z boku, przejęto z samolotu P.7a. Napęd stanowił silnik Gnome-Rhône 9Krsd o mocy 500/515 KM z dwułopatowym śmigłem. Cena płatowca bez silnika i uzbrojenia wynosiła 82 000 zł. Dostawy opóźniły się z uwagi na oczekiwanie na silniki i miały miejsce dopiero latem 1934 roku. Jako pięćdziesiąty samolot dostarczono w 1936 roku prototyp wersji P.11f.

### Zasadniczy model – P.11c i P.11f

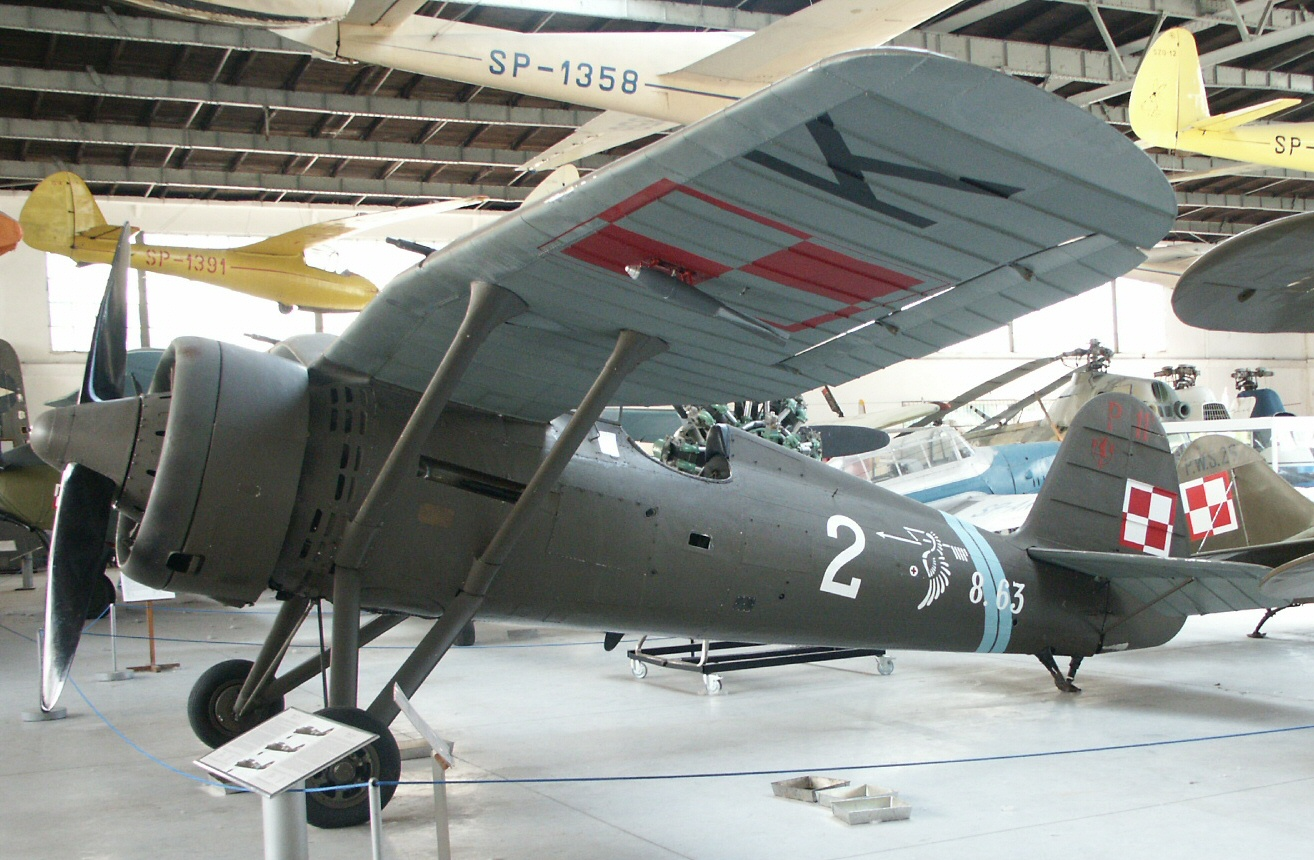
PZL P.11c w Muzeum Lotnictwa Polskiego (koła nieoryginalne)

W lecie 1934 roku powstał znacznie przekonstruowany prototyp P.11/V, który dał początek samolotom nowej wersji P.11c. Celem było zastosowanie mocniejszego silnika o mocy ok. 600 KM, dla sprostania pojawiającej się konkurencji, a także poprawienie widoczności z kabiny. Tę najbardziej znaną wersję wyróżniał nowy udoskonalony kadłub o innym kształcie, z obniżonym o 13,5 cm silnikiem i całkowicie zmienionym obrysem statecznika pionowego i steru. Widoczność z kabiny polepszyło też podniesienie o 5 cm i przesunięcie do tyłu o 30 cm fotela pilota, pocienienie i zwiększenie wzniosu skrzydeł w części przykadłubowej, a także zastosowanie nowego wariantu silnika Mercury VS2, o mniejszej średnicy od poprzednika. Zmieniono nieco samą konstrukcję kadłuba – dłuższa kratownica sięgała za kabinę pilota, która stała się obszerniejsza, co zwiększyło komfort pilota, poprawiając zarazem wentylację, na którą były wcześniej skargi ze względu na gromadzenie się spalin w kabinie. Zastosowano długą owiewkę za odkrytą kabiną pilota, zmniejszającą opory aerodynamiczne. Dwa karabiny maszynowe po bokach kadłuba zamocowano wyżej dla ułatwienia obserwacji toru pocisków. Przewidziano wzmocnienie uzbrojenia o dwa karabiny maszynowe w skrzydłach i wyrzutniki dla bomb 12,5 kg. Prototyp P.11/V testowano zarówno z silnikiem Bristol Mercury VS2, jak i nowym Gnome-Rhône 9Krse, z którym został wystawiony na XIV Salonie Lotniczym w Paryżu między 14 listopada a 4 grudnia 1934 roku. Ostatecznie został dostarczony do Rumunii jako prototyp P.11f.
Produkcję seryjną P.11c dla polskiego lotnictwa rozpoczęto w miejsce P.11a pod koniec 1934 roku, w ramach istniejącego zamówienia na 120 sztuk, po czym rozszerzono zamówienie do 200 sztuk. Wyprodukowano ogółem 150 samolotów P.11c (w starszej literaturze podawano nieudokumentowaną liczbę 175). Otrzymały one numery wojskowe od 8.1 do 8.149. Samoloty wyposażano w wytwarzany w Polsce silnik PZL Merkury VS2 o mocy 600 KM. Wytwórnia oferowała także wariant P.11c z silnikiem Mercury VIS o mocy 645 KM, jednakże według najnowszej literatury powstał prawdopodobnie tylko jeden taki samolot dla lotnictwa polskiego. Samoloty były początkowo produkowane w wytwórni na Mokotowie, a od 1935 roku w nowej Wytwórni Płatowców na Okęciu–Paluchu. Cena płatowca wynosiła 63 500 zł, silnika 95 000 zł i dwóch karabinów maszynowych 7000 zł – łącznie 165 500 zł, a dodatkowo radiostacja kosztowała 6000 zł. Produkcja samolotów rodziny P.11 została w Polsce zakończona w 1936 roku; dalszych samolotów nie zamawiano, uznając je już wówczas za przestarzałe. W produkcji na eksport zostały zastąpione przez stanowiące ich rozwinięcie myśliwce PZL P.24 z mocniejszymi silnikami w układzie podwójnej gwiazdy.
Po opracowaniu modelu P.11c, Rumunia uzyskała w styczniu 1935 roku licencję na jego wariant napędzany silnikiem Gnome-Rhône 9Krse (560/610 KM), po czym rozpoczęła produkcję nowego modelu jako IAR P.11f. PZL miały dostarczyć półfabrykaty do budowy pierwszych 10 samolotów. Zakłady Industria Aeronautica Română (IAR) w Braszowie wyprodukowały 95 maszyn tego typu, które wchodziły do służby od 1937 roku. Były one uzbrojone w cztery karabiny maszynowe i miały polskie śmigła dwułopatowe Szomański, natomiast różniły się kształtem osłony silnika i brakiem kołpaka śmigła. Samoloty rumuńskie miały km-y FN Browning.

### Modernizacje i dalszy rozwój
Wyprodukowane samoloty były tylko w minimalnym zakresie modernizowane. W P.11 obu wersji karabiny maszynowe kal. 7,92 mm Vickers wz. E zamieniano na bardziej niezawodne wz. 33 tego samego kalibru. Od 1937 roku w P.11c montowano dwa dodatkowe km-y w skrzydłach, ale do wybuchu wojny otrzymały je nieliczne samoloty z uwagi na brak wystarczającej ich liczby. Dodatkowe karabiny maszynowe zwiększały masę samolotu, pogarszając jego osiągi i manewrowość i dlatego bywały demontowane w jednostkach. Ostatecznie w cztery km-y we wrześniu 1939 roku było wyposażone tylko 10 samolotów. Od 1937 roku P.11c wyposażano także w radiostację, przy czym do wybuchu wojny otrzymała je większość samolotów (89 na 106 w jednostkach bojowych według stanu z 1 września 1939 roku). W 1937 roku rozważano wznowienie produkcji samolotów z silnikiem Mercury VII o mocy 710 KM, ale odrzucono tę koncepcję z uwagi na zbyt mały przyrost prędkości (mimo że przewidywano osiągnięcie prędkości 420 km/h – prawdopodobnie zawyżonej).
Nie doszło do powstania wersji P.11d i e – prawdopodobnie oznaczenie P.11d miała nosić projektowana wersja dla lotnictwa morskiego, w związku z wyrażonym w 1935 roku zainteresowaniem Morskiego Dywizjonu Lotniczego zakupem 24 samolotów. Samolot miał mieć szczelny kadłub na wypadek wodowania, przyrządy do nawigacji morskiej i specjalny sprzęt ratunkowy, lecz ostatecznie wersja ta nie została zbudowana ani zamówiona dla polskiego lotnictwa morskiego. W literaturze przypuszcza się, że oznaczenie P.11e mogła nosić przewidywana wersja dla Hiszpanii.
Wobec rosnącego zagrożenia ze strony III Rzeszy i dużych opóźnień programu nowego myśliwca PZL.50 Jastrząb, jako tymczasowe rozwiązanie Dowództwo Lotnictwa MSWojsk. nakazało wiosną 1939 roku opracowanie wersji P.11g Kobuz. Przyczyną ich powstania była chęć wykorzystania mocniejszych silników Bristol Mercury VIII (850 KM), których produkcję podjęto w Polsce w liczbie 150 sztuk dla PZL.50. Tuż przed wybuchem wojny w sierpniu 1939 roku zdołano oblatać tylko jeden prototyp, zbudowany w oparciu o kadłub P.11c i zmodyfikowane skrzydła P.24. Otrzymał on nową osłonę silnika, nowe śmigło, i po raz pierwszy na P.11, zakrytą kabinę, jak P.24. Podczas prób samolot osiągnął wciąż zbyt małą jak na potrzeby konfrontacji z niemieckimi myśliwcami prędkość 390 km/h. Produkcja 90 sztuk została zlecona Podlaskiej Wytwórni Samolotów; dostawy pierwszych samolotów miały nastąpić w I kwartale 1940 roku, lecz do uruchomienia produkcji już nie doszło. Po wybuchu wojny prototyp został ewakuowany z Warszawy do Wielicka, gdzie został uzbrojony w cztery km-y i przejęty przez lotnictwo. Wziął udział w walkach w kampanii wrześniowej – pilot Henryk Szczęsny zgłosił na nim 14 i 15 września dwa zestrzelenia (z czego drugie, He 111, jest potwierdzone). Był on przez długi czas w literaturze omyłkowo identyfikowany (także przez por. Szczęsnego) jako P.24, który to typ nie brał jednak udziału w kampanii. Warto zauważyć, że Niemcy powszechnie identyfikowali P.11 i P.7 w meldunkach jako P.24.

### Niezrealizowane próby eksportu
Pomimo prowadzonych rozmów, nie udało się sprzedać P.11 do innych krajów (m.in. Portugalii, Turcji, Hiszpanii, Jugosławii i Bułgarii), chociaż sukcesy eksportowe odniósł później ulepszony model PZL P.24. Dla Turcji oferowano sprzedaż 24 samolotów odpowiadających pierwszemu prototypowi z silnikiem Jupiter za cenę 19 500 dolarów, lecz pomimo korzystnego występu w Turcji P.11/I, ostatecznie nabyła ona Curtiss Hawk II. Należy zaznaczyć, że później Turcja kupiła jednak także P.24. Portugalia rozważała w latach 1932–1933 zakup 5 samolotów i 40 płatowców do produkowanych przez siebie silników, do czego jednak ostatecznie nie doszło. Ostatecznie Portugalia zakupiła jedynie trzy myśliwce Hawker Fury. Bułgaria była w 1933 roku zainteresowana nabyciem 6 samolotów, lecz nie zdecydowano się wówczas na ich sprzedaż dla dobra stosunków z Rumunią, dla której Bułgaria była potencjalnym wrogiem. Jugosławia również była zainteresowana nabyciem 20 samolotów, ale ostatecznie w 1935 roku wybrała brytyjski Hawker Fury wraz z licencją. Francuska firma Wibault, której samolot Wibault 70 zakłady PZL produkowały wcześniej na licencji, zaproponowała promowanie P.11 dla lotnictwa francuskiego i nabycie licencji w razie otrzymania zamówienia, do czego jednak nie doszło.
Latem 1935 roku ofertę zakupu 36 P.11c, zmniejszoną następnie do 15, złożył rząd Hiszpanii. Polskie władze wojskowe wyraziły pozytywną opinię, rozważając sprzedaż samolotów ze stanu lotnictwa i zakup na ich miejsce takiej samej liczby nowych P.11 z mocniejszymi silnikami Merkury VIS. 12 października 1935 roku władze zaakceptowały zamówienie, lecz nie doszło do finalizacji umowy, a po wybuchu wojny domowej w Hiszpanii 29 lipca 1936 roku rząd polski początkowo przyjął politykę niezaopatrywania stron walczących. Po wybuchu wojny również siły nacjonalistów generała Franco były we wrześniu 1936 roku zainteresowane zakupem 25 P.11c, ale do ich sprzedaży również nie doszło. Ponownie rozpatrywano później możliwość sprzedaży do Hiszpanii do 100 P.11c i zakupu w zamian nowszego sprzętu, lecz wiosną 1938 sprzeciwił się temu Szef Sztabu Głównego.

## Wersje samolotu
- P.11a – samolot myśliwski, pierwsza wersja (silnik Mercury IVS2, 50 sztuk)
- P.11b – samolot myśliwski, wersja eksportowa dla Rumunii (silnik Gnome-Rhône 9Krsd, 49 sztuk)
- P.11c – samolot myśliwski, wersja ulepszona (silnik Mercury VS2, 150 sztuk)
- P.11d – wersja dla lotnictwa morskiego (jedynie projekt)
- P.11f – samolot myśliwski, wersja ulepszona produkowana w Rumunii (silnik Gnome-Rhône 9Krse, 95 sztuk)
- P.11g Kobuz – samolot myśliwski [prototyp] (silnik Mercury VIII)

## Zastosowanie bojowe

### W Polsce

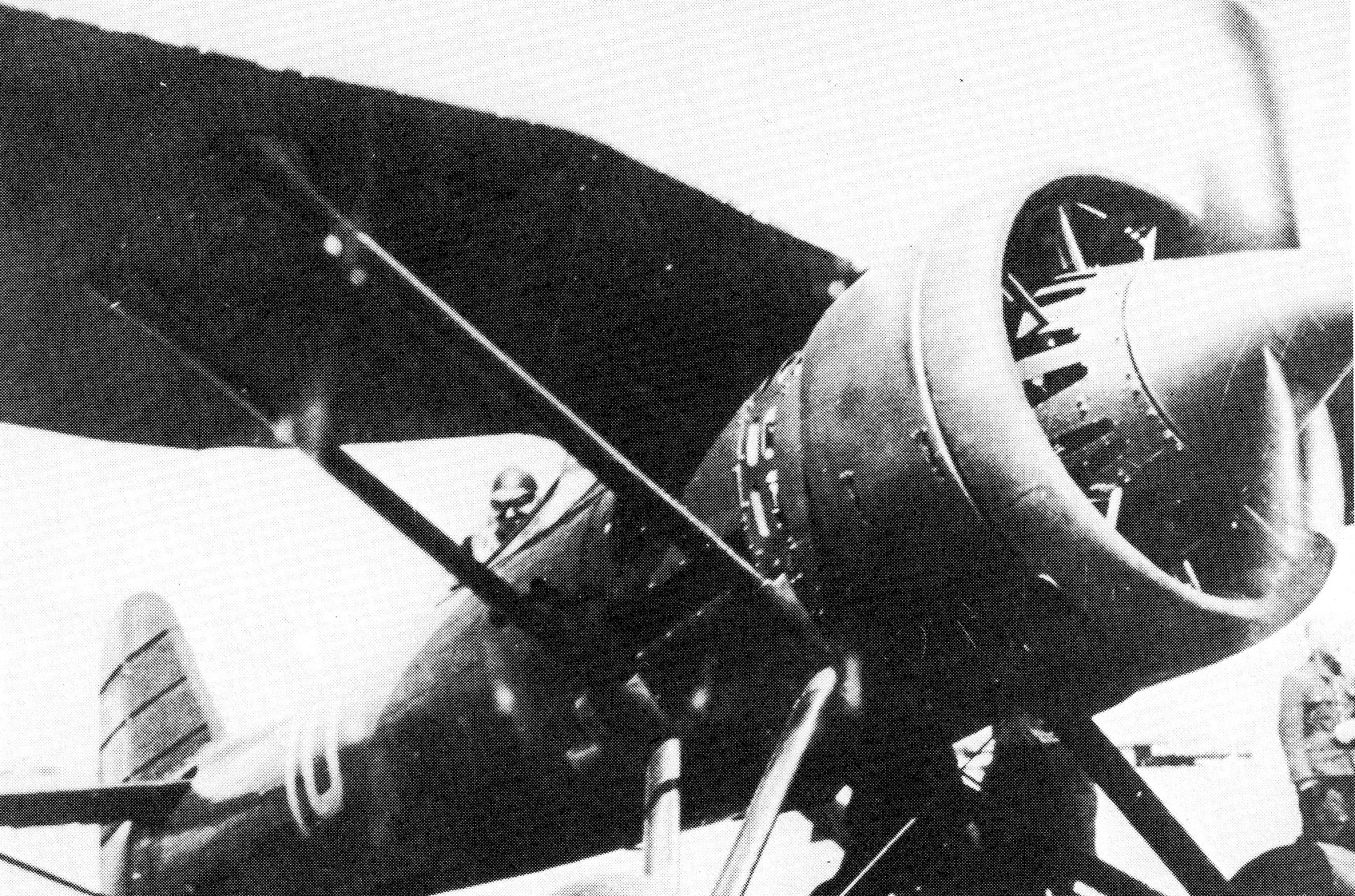
P.11a gotowy do startu

Na uzbrojenie polskich eskadr lotniczych P.11a wchodziły od lata 1935, a P.11c od końca tego roku, zastępując w nich P.7a. 1 września 1935 roku wojsko miało ich 44. Jako pierwsze P.11a otrzymały eskadry 1 Pułku Lotniczego (111., 112., 113., 114.), a P.11c – 2 Pułku Lotniczego. W maju 1936 roku cztery P.11c wzięły udział w wizycie w Szwecji, dokonując przelotu nad Bałtykiem. We wrześniu 1936 roku w siedmiu eskadrach i dowództwach dywizjonów znajdowało się 77 samolotów P.11, a reszta była w szkolnictwie lub rezerwie. Do 1939 roku przezbrojono w nie 12 eskadr (111., 112., 113., 114., 121., 122., 131., 132., 141., 142., 152., 161.), a jedynie trzy pozostały wyposażone w P.7a (123., 151., 162.). Od początku służby do wybuchu wojny utracono 24 samoloty w wypadkach z różnych przyczyn, w których zginęło 19 pilotów. Tuż przed wybuchem wojny lotnictwo miało 172 P.11, w tym 130 etatowo w jednostkach operacyjnych, a 42 w remontach, rezerwie i szkolnictwie, z tego część nie nadawała się do użytku. Na stanie eskadr tworzących dywizjony myśliwskie było 23 P.11a (z tego 15 w Brygadzie Pościgowej) i 107 P.11c. Podczas mobilizacji od 23 sierpnia 1939, cztery eskadry P.11 weszły w skład Brygady Pościgowej przeznaczonej do obrony Warszawy, a pozostałe eskadry zostały rozdzielone pomiędzy armie, po czym wszystkie zostały przeniesione z baz pokojowych na tajne lotniska polowe, unikając w ten sposób niemieckich bombardowań w pierwszym dniu wojny. Samoloty lotnictwa armijnego miały być przeznaczone do zwalczania lotnictwa działającego nad obszarem działania armii, ubezpieczania własnego lotnictwa i wykonywania zadań interwencyjnych na polu walki.
W 1935 roku, w czasie wprowadzania na uzbrojenie, P.11 był jednym z najnowocześniejszych samolotów myśliwskich na świecie. Były one równorzędne w stosunku do dwupłatowych myśliwców I-15 i I-15bis używanych do końca lat 30. w lotnictwie radzieckim, uważanym wówczas za najbardziej prawdopodobnego przeciwnika. Radziecki dolnopłat I-16 był szybszy, lecz nie przewyższał znacząco P.11 jakościowo. W 1936 roku P.11c wciąż był uważany za bardzo dobry myśliwiec. Szybki postęp w technice lotniczej sprawił jednak, że w 1939 roku była to już maszyna przestarzała. Układ aerodynamiczny zastrzałowego górnopłata ze stałym podwoziem nie stwarzał już perspektyw rozwoju w sytuacji, gdy w innych krajach w drugiej połowie lat 30. opracowano i wdrożono do produkcji nowe, znacznie szybsze wolnonośne dolnopłaty z chowanym podwoziem, jak również szybkie bombowce. Używany przez Luftwaffe w 1939 roku najnowszy myśliwiec Messerschmitt Bf 109E-1 rozwijał prędkość maksymalną 570 km/h, a starsza wersja Bf 109C-1 – 470 km/h, przy czym dysponowały one również lepszą prędkością wznoszenia (15,5 m/s dla Bf 109E) i uzbrojeniem w cztery karabiny maszynowe, w kolejnych wersjach uzupełnianym także o działka 20 mm. Nieco szybsze były także nowe bombowce Ju 87B, He 111P i Do 17Z: odpowiednio 380, 398 i 410 km/h. Największe szanse na przechwycenie istniały w przypadku samolotów bliskiego rozpoznania Henschel Hs 126 (356 km/h). Nawet wprowadzony pod koniec 1938 roku na wyposażenie polskich eskadr bombowych PZL.37 Łoś był szybszy od P.11 o około 80 km/h na wysokości 3000 m. Nowy P.11c mógł rozwinąć prędkość maksymalną 375 km/h na wysokości 5000 m (na innych wysokościach prędkość była niższa), lecz z częściowo zużytymi po kilku latach silnikami wartość ta mogła maleć o 15–20 km/h. Na skutek jednak zaniedbania przez polskie władze wojskowe w drugiej połowie lat 30. rozwoju nowych samolotów myśliwskich i skupienia się na samolotach bombowych oraz pasażerskich (PZL.44 Wicher), do skonstruowania następcy P.11 – PZL.50 Jastrząb, przystąpiono zbyt późno, i w efekcie „jedenastka” stanowiła ciągle trzon lotnictwa Wojska Polskiego.

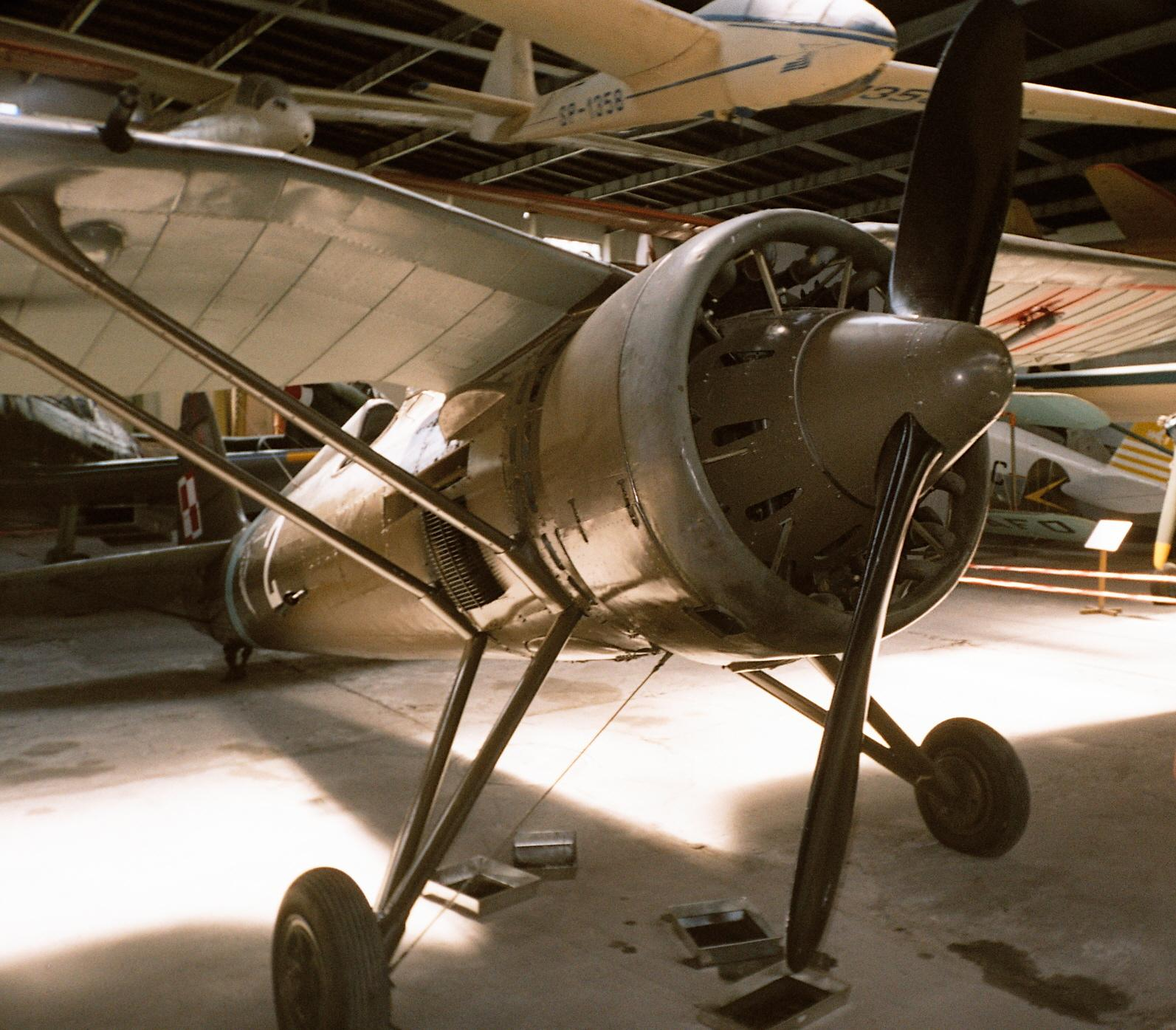
Jedyny zachowany polski PZL P.11c

Samoloty PZL P.11 znajdujące się na wyposażeniu większości eskadr myśliwskich brały aktywny udział w walkach powietrznych podczas kampanii wrześniowej w 1939 roku, będąc symbolem walki polskiego lotnictwa. Zbyt powolne i nieliczne nie mogły jednak w znaczący sposób przeciwstawić się nowoczesnym, mającym zdecydowaną przewagę techniczną i pięciokrotną przewagę liczebną siłom Luftwaffe. P.11 nie był w stanie prowadzić pościgu za myśliwcami, ani nawet za nowymi bombowcami i samolotami rozpoznawczymi, chociaż nadal mógł prowadzić z nimi skutecznie walkę. Znacznie gorsze, w porównaniu do niemieckich maszyn, osiągi w zakresie prędkości, rekompensowała w pewnym stopniu większa zwrotność, mały promień skrętu P.11, duża prędkość wznoszenia, dobra widoczność z kabiny oraz wysokie umiejętności pilotów. Dobra stateczność, sterowność i zwrotność pozwalały na ciasne zakręty. Dzięki temu P.11 miał szanse wymanewrować cięższy Bf 109 w walce kołowej w poziomie, aczkolwiek dysproporcję wyrównywała bogata mechanizacja płata niemieckiego myśliwca. Słabe było również uzbrojenie, pod względem liczby karabinów maszynowych (dwa w przeważającej większości samolotów), a zwłaszcza braku broni większego kalibru, przy stosowanych już powszechnie działkach 20 mm. Dwa karabiny maszynowe miały małą salwę sekundową, przez co we wrogi samolot miało szanse trafić niewiele pocisków przeciwpancernych lub zapalających. Zastosowany silnik gwiazdowy chłodzony powietrzem był mniej podatny na uszkodzenia w walce niż silnik rzędowy, powszechnie stosowany w samolotach niemieckich, chociaż ujemną stroną był większy opór aerodynamiczny. Zaletą było małe obciążenie powierzchni skrzydła, dzięki niedużej masie, ułatwiające operowanie z krótkich lotnisk polowych i zapewniające dobre wznoszenie. Znaczny zapas wytrzymałości płatowca pozwalał na wykonywanie ostrych manewrów, w tym lotu nurkowego z gwałtownym wyrwaniem do góry.

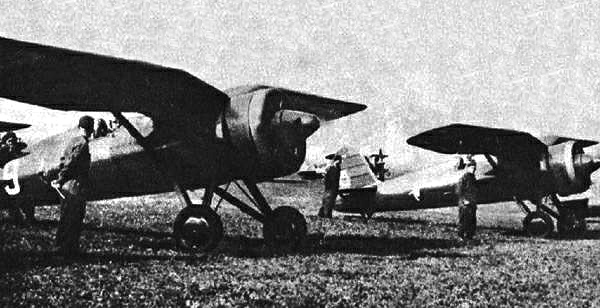
P.11c gotowe do startu

Liczba zwycięstw polskich pilotów myśliwskich we wrześniu 1939 nie została jak dotąd w sposób niewątpliwy ustalona. Zdecydowana większość z nich została odniesiona przez pilotów P.11 (tylko maksymalnie do 10 na P.7). Komisja Historyczna Polskich Sił Powietrznych, bazując jedynie na analizie polskich zgłoszeń, tuż po wojnie, uznała 126 zestrzeleń pewnych, 10 prawdopodobnych i 14 samolotów uszkodzonych (tzw. lista Bajana). Liczba ta jednakże obarczona jest błędami z uwagi na ustalenie jednostronne i była w późniejszych latach weryfikowana, także w oparciu o niemieckie dokumenty. Według analizy Jerzego Cynka polscy myśliwcy ogółem zestrzelili 97 samolotów (w tym 36,5 Brygada Pościgowa), a doliczając poważnie uszkodzone samoloty, Niemcy mieli stracić ich 155-160. Według T. Kopańskiego piloci latający na P.11 zestrzelili 101,5 samolotu (jedno zwycięstwo zespołowe), a wraz z poważnie uszkodzonymi wyeliminowali ok. 140 i dużą liczbę uszkodzili w mniejszym stopniu. Niemiecki badacz Marius Emmerling z kolei twierdzi na podstawie własnej analizy, że polskie lotnictwo myśliwskie zestrzeliło jedynie około 50 spośród 247 straconych bezpowrotnie samolotów niemieckich (w głównej mierze zestrzelonych przez artylerię przeciwlotniczą lub rozbitych w wypadkach); jego wnioski jednak są krytykowane za jednostronność i uznawane za kontrowersyjne. Należy mieć przy tym na uwadze, że trudności we właściwej ocenie strat wroga, skutkujące ich zawyżaniem, zwłaszcza przy ostrzeliwaniu tego samego samolotu, występowały wśród pilotów wszystkich krajów.

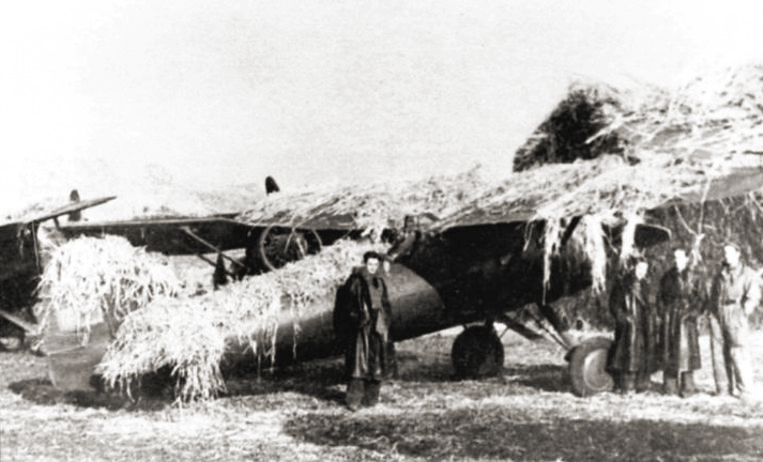
Zamaskowany P.11a na lotnisku polowym

1 września 1939 roku polskie lotnictwo posiadało 128 czynnych samolotów P.11 w eskadrach bojowych. W toku walki 2 powróciły z naprawy, a 7 doszło jako uzupełnienie. Ponadto znane jest użycie jednego P.11a i prototypu P.11g w jednostkach improwizowanych, co daje liczbę co najmniej 139 użytych bojowo P.11. Ogółem utracono w eskadrach bojowych z wszystkich przyczyn 97 P.11 (zestrzelonych, rozbitych lub pozostawionych), a resztę ewakuowano po 17 września za granicę. Ewakuowano prawdopodobnie 46 samolotów: 43 do Rumunii (33 P.11c i 10 P.11a, w tym 37 z eskadr bojowych i 6 z innych jednostek), 1 P.11a na Węgry, 1 P.11c na Łotwę i 1 P.11c do ZSRR. Według niektórych raportów do Rumunii ewakuowano ponadto prototyp P.11g Kobuz. Z personelu eskadr wyposażonych w P.11 zginęło 15 pilotów, a 21 zostało rannych.
Pierwsze starcia:
- Przed godz. 7 rano 1 września 1939 z lotniska w Balicach pod Krakowem wystartował klucz P.11c ze 121 eskadry, który prowadził dowódca dywizjonu kpt. Mieczysław Medwecki. Wznoszący się tuż po starcie Medwecki został zaskoczony i zestrzelony przez pilota bombowca Junkers Ju 87, powracającego z nalotu na Kraków, stając się pierwszym polskim i alianckim pilotem, który poległ podczas II wojny światowej[58].

- Około godziny 7 tego dnia w okolicach Olkusza nad miejscowością Żurada, pilot tej samej 121 eskadry Władysław Gnyś zniszczył dwa samoloty bombowe Dornier Do 17E z 77 Pułku Bombowego (KG 77) Luftwaffe (niewykluczone, że po ataku doszło do ich zderzenia). Były to pierwsze samoloty niemieckie zestrzelone przez alianckiego pilota myśliwskiego w II wojnie światowej[x].

- Około godziny 7 nad ranem tego samego dnia doszło do pierwszej dużej bitwy powietrznej II wojny światowej: w rejonie Bugo-Narwi eskadry Brygady Pościgowej w liczbie ogółem 43 P.11 i 3 P.7a przechwyciły niemiecką wyprawę bombową ocenianą na 80 samolotów (w rzeczywistości 35 He 111 z II.(L)/LG1), eskortowaną przez 24 ciężkie myśliwce Messerschmitt Bf 110, kierującą się nad Okęcie[59]. Część samolotów wyrzuciła ładunek bomb i uciekła spod ataków, rezygnując z bombardowania Warszawy. Polscy piloci zgłosili zestrzelenie sześciu bombowców, aczkolwiek według ustaleń M. Emmerlinga utracono dwa[58]. W tym dniu Brygada uczestniczyła też w dalszych walkach, zestrzeliwując przynajmniej jeden rozpoznawczy Do 17 i dwa myśliwce Bf 109 i tracąc ogółem 1 września trzy zniszczone i pięć poważnie uszkodzonych P.11[58].

- Po godz. 12 trzy P.11c ze 132 eskadry myśliwskiej z zasadzki na lotnisku Ławica zestrzeliły bez strat dwa myśliwce Bf 109E z dywizjonu II./ZG 1, będące pierwszymi samolotami tego typu utraconymi przez Niemców podczas wojny[60].

Ostatnie zwycięstwo nad niemieckim samolotem odniósł 16 września 1939 roku Hieronim Dudwał ze 113. eskadry, zestrzeliwując rozpoznawczy Henschel Hs 126 w okolicy Lwowa (być może był to Heinkel He 45 lub He 46). 17 września zreorganizowana Brygada Pościgowa dysponowała jeszcze 46 P.11 (i 8 P.7a). Po inwazji sowieckiej 17 września 1939 roku Naczelny Dowódca Lotnictwa gen. Zając wydał rozkaz ewakuacji wszystkich sprawnych samolotów do Rumunii, wykonany w tym samym dniu. Według polskich relacji, polskie myśliwce zestrzeliły w potyczkach tego dnia sowiecki samolot rozpoznawczy R-5 (ppor. Tadeusz Koc) i dwa bombowce SB-2. Doszło też do jedynej walki prowadzącego rozpoznanie samotnego P.11 z trzema myśliwcami radzieckimi (jednym I-16 i dwoma dwupłatami I-15bis lub I-153) – według niepotwierdzonych relacji, dwa dwupłaty miały zostać uszkodzone, natomiast P.11 rozbił się koło Sarn, przy czym zginął ppor. Stanisław Zatorski. Ostatnie dwa samoloty z jednostek ewakuowano 18 września. Po tej dacie znane jest wykorzystanie jeszcze tylko jednego P.11a, używanego przez Zespół Lotniczy Dowództwa Obrony Warszawy z Lotniska Mokotowskiego. Mjr Eugeniusz Wyrwicki wykonywał nim loty łącznikowe, a 23 września 1939 roku przeleciał nim z oblężonej Warszawy na Węgry, ewakuując ze sobą w kabinie ppłk. Mateusza Iżyckiego.

### W Rumunii
Jedynym poza Polską użytkownikiem samolotów P.11 jako bojowych była Rumunia. PZL P.11b były dostarczane od lipca 1934 roku i już 20 lipca zostały zaprezentowane na Święcie Lotnictwa na lotnisku pod Bukaresztem. Z dostarczonych 49 samolotów 40 weszło na wyposażenie czterech eskadr, otrzymując numery boczne od 1 do 49. Licencyjne IAR P.11f w liczbie 95 egzemplarzy wprowadzano do służby w lotnictwie od lutego 1937 do grudnia 1938 roku z numerami od 51 do 145; weszły one na uzbrojenie sześciu eskadr (numery 41 do 46). W 1940 roku rząd rumuński zarekwirował ewakuowane polskie samoloty, po czym do jednostek bojowych wcielono 26 P.11c i 3 P.11a (numery od 301 do 329), a pozostałe skierowano do szkolnictwa. Weszły one na wyposażenie eskadr 49. i 50..
Po przystąpieniu Rumunii do wojny z ZSRR P.11 stanowiły uzbrojenie eskadr 3 Flotylli Myśliwskiej, biorącej udział w rumuńskiej ofensywie w Besarabii i walkach o Odessę. 22 czerwca 1941 Flotylla miała 56 sprawnych P.11f i 23 P.11c oraz odpowiednio 12 i 5 w naprawie. Używane były także do ataków szturmowych, uzbrojone w bomby 12-kilogramowe. Po zdobyciu Odessy 16 października 1941 samoloty P.11 wycofano z frontu. Straty bojowe do tej pory wyniosły 18 P.11f i 2 P.11c – większość zestrzeliła obrona przeciwlotnicza. W 1942 roku samoloty P.11 brały udział w osłonie konwojów na Morzu Czarnym (eskadry 43., 44. i 50.) oraz zadaniach obrony powietrznej w Rumunii (eskadry 45., 46. i 49.), po czym jeszcze w tym roku wycofano je do szkolenia. W 1942 roku stracono w boju 6 P.11f. Jeszcze w 1944 roku, w związku ze zbliżaniem się Armii Czerwonej do granic Rumunii, samoloty ponownie zaadaptowano do celów szturmowych. Łącznie w Rumunii używano 188 P.11 wszystkich wersji; w 1945 roku pozostało około 40, które zostały skasowane tuż po wojnie.

### Inni użytkownicy
Węgierskie lotnictwo wojskowe przejęło 1 samolot P.11a, doprowadzony 23 września 1939 roku do Hajdúböszörmény przez mjr. Wyrwickiego. Był on używany jako treningowy z oznaczeniem G-191. Latem 1940 roku został przekazany organizacji Lotniczy Fundusz Narodowy im. Miklosa Horthy, która przydzieliła go do aeroklubu Politechniki Budapesztańskiej. Służył tam do szkolenia pilotów i holowania szybowców z cywilnymi znakami HA-NBN. Został zniszczony jesienią 1944 roku po wkroczeniu Armii Czerwonej na terytorium Węgier.
Niemcy zdobyli w zajętej Polsce przynajmniej kilkanaście P.11, z tego część nie nadawała się do lotu. Nie jest znane ich użycie przez Niemców, przy tym nie miały dla nich wartości jako samoloty bojowe. Jeden P.11c został umieszczony w Muzeum Lotnictwa w Berlinie (więcej w sekcji: zachowane egzemplarze).
Prawdopodobnie jeden P.11a był ewakuowany 17 września 1939 roku na Łotwę (być może dowódcy lub oficera taktycznego III/5 Dywizjonu). Według innych źródeł, był to P.11c ewakuowany 18 września, którego nie zdążyła odebrać 152 Eskadra. Brak jest informacji o jego wykorzystaniu.
Do ZSRR trafił jeden P.11c ze 111. Eskadry, uszkodzony przy lądowaniu 18 września 1939 i prawdopodobnie nie naprawiony. ZSRR przejął też 4 uszkodzone samoloty na lotniskach po zajęciu wschodnich terenów Polski, a także samolot znajdujący się na Łotwie. W odróżnieniu od innych przykładów polskiego sprzętu, samoloty te nie były użytkowane ani nawet badane w locie w ZSRR, gdyż stwierdzono, że nie przedstawiają wartości dla radzieckiego przemysłu lotniczego i w maju 1940 zdecydowano o ich złomowaniu.

## Opis techniczny

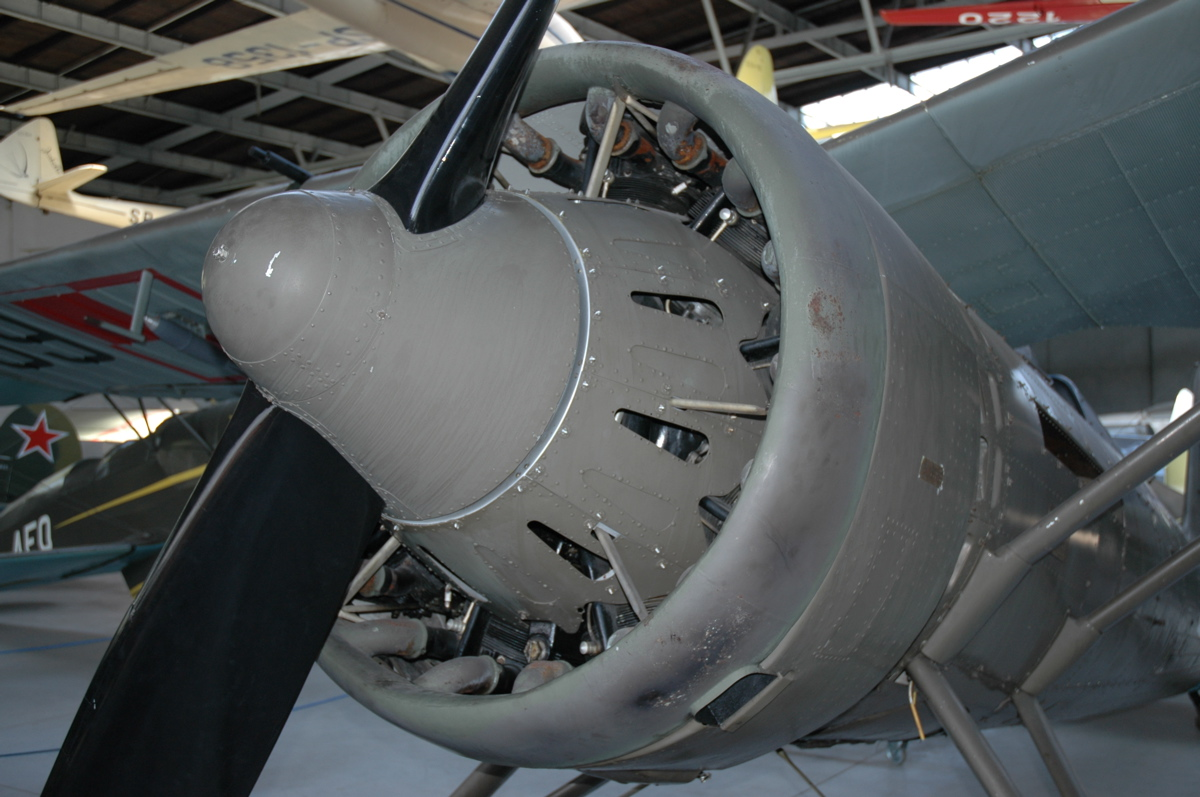
P.11c z silnikiem Mercury

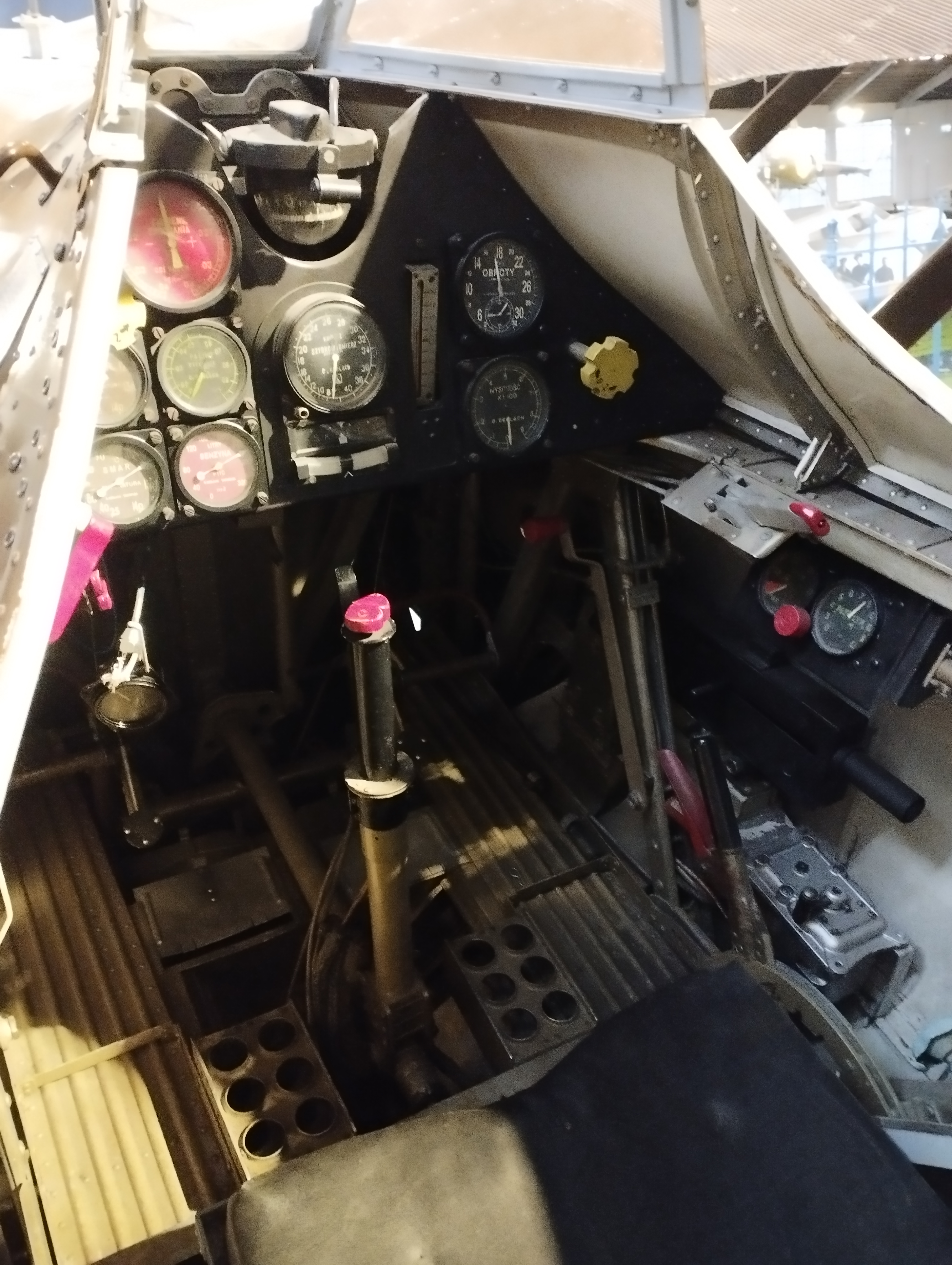
Kokpit

### Konstrukcja
Całkowicie metalowy górnopłat zastrzałowy. Kadłub o przekroju kołowym w przedniej części, przechodzącym w eliptyczny ku tyłowi, kryty gładką blachą duralową. W P.11a i b część przednia kratownicowa, a środkowa i tylna półskorupowa; w P.11c i f część przednia i środkowa za kabinę pilota w formie wieloprzęsłowej kratownicy, a tylna część półskorupowa. Pokrycie kadłuba w rejonie kratownicy ze zdejmowanych paneli blachy. W P.11c za kabiną po lewej stronie luk radiostacji, a wyżej w owiewce bagażnik. Kabina pilota jednomiejscowa, otwarta, z fotelem dostosowanym do spadochronu siedzeniowego. Fotel zawieszony wahaczowo na rurze poprzecznej, mógł być unoszony w zakresie 110 mm. Obrzeże wykroju kabiny chronione wałkiem skórzanym, za głową pilota skórzany zagłówek. Wiatrochron złożony z czterech szyb ze szkła organicznego.
Skrzydło to „płat Puławskiego” lub „płat polski”. Obrys płata dwutrapezowy, z zaokrąglonymi końcówkami. Płat dwudźwigarowy, o wzniosie przy kadłubie 16°, a w częściach zewnętrznych 1°. Profil płata Bartel 37IIa zmodyfikowany, o zmiennej grubości na rozpiętości. Płat dzielony, połówki mocowane do kratownicy kadłuba, podparte dwoma zastrzałami o profilu kroplowym. Pokrycie blachą drobnożłobkową według ulepszonego patentu Wibault. Skrzydła posiadały lotki typu Frise. Usterzenie klasyczne, pokryte blachą; statecznik poziomy wsparty dźwigarkami. W P.11c i f na sterach wysokości klapki wyważające.
Podwozie samolotu klasyczne, stałe z płozą ogonową. Golenie podwozia głównego w kształcie litery V, w systemie nożycowym, z amortyzacją wewnątrz kadłuba, usztywnione pojedynczymi cięgnami od końców dźwigni wewnątrz kadłuba do piast kół. Koła z hamulcami bębnowymi, opony Stomil o rozmiarze 750 × 150 mm. Główny zbiornik paliwa o pojemności 320 l (P.11c) umieszczony był w kadłubie za silnikiem, podtrzymywany od dołu pasem, mógł być odrzucony w razie zagrożenia pożarem. W P.11a zbiornik miał pojemność 294 l. W lewym skrzydle przy kadłubie znajdował się opadowy zbiornik rozchodowy paliwa o pojemności 11 l. Zbiornik oleju o pojemności 27 l mocowany był wewnątrz kadłuba z przodu ściany ogniowej, na prawej burcie znajdowała się chłodnica oleju.

### Napęd
Stosowano silniki gwiazdowe 9-cylindrowe, chłodzone powietrzem, ze sprężarką i reduktorem (moc nominalna/startowa):
- P.11a: Bristol Mercury IV S2 (Skoda Merkury IV S2) o mocy 525/575 KM (386/423 kW)[20]
- P.11b: Gnome-Rhône 9Krsd o mocy 500/515 KM (368/374 kW)[20]
- P.11c: Bristol Mercury V S2 (PZL Merkury V S2) o mocy 565/600 KM (416/442 kW)[20]
- P.11c (demonstrator): Bristol Mercury VI S2 o mocy 605/645 KM (445/474 kW)[20]
- P.11f: Gnome-Rhône (IAR) 9Krse o mocy 560/610 KM (412/449 kW)[20]
- P.11g Kobuz: Bristol Mercury VIII o mocy 850 KM (650 kW)[32].

W samolotach seryjnych stosowano śmigło dwułopatowe, drewniane, o stałym skoku, firmy Szomański, o średnicy 2,8 m w P.11a i b, 3 m w P.11c i 2,9 m w P.11f. Rozrusznik silnika Mercury pneumatyczny Viet 200, zasilany z butli.

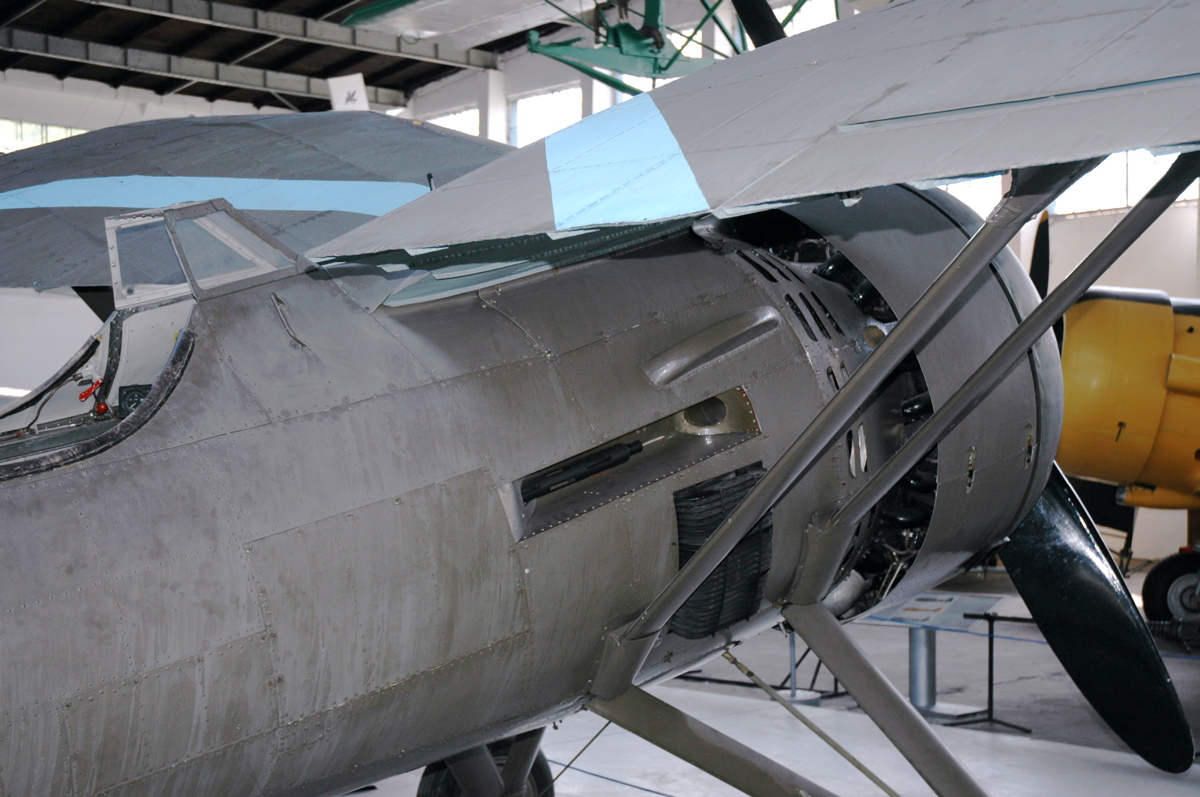
P.11c – widoczny kadłubowy karabin maszynowy i chłodnica oleju

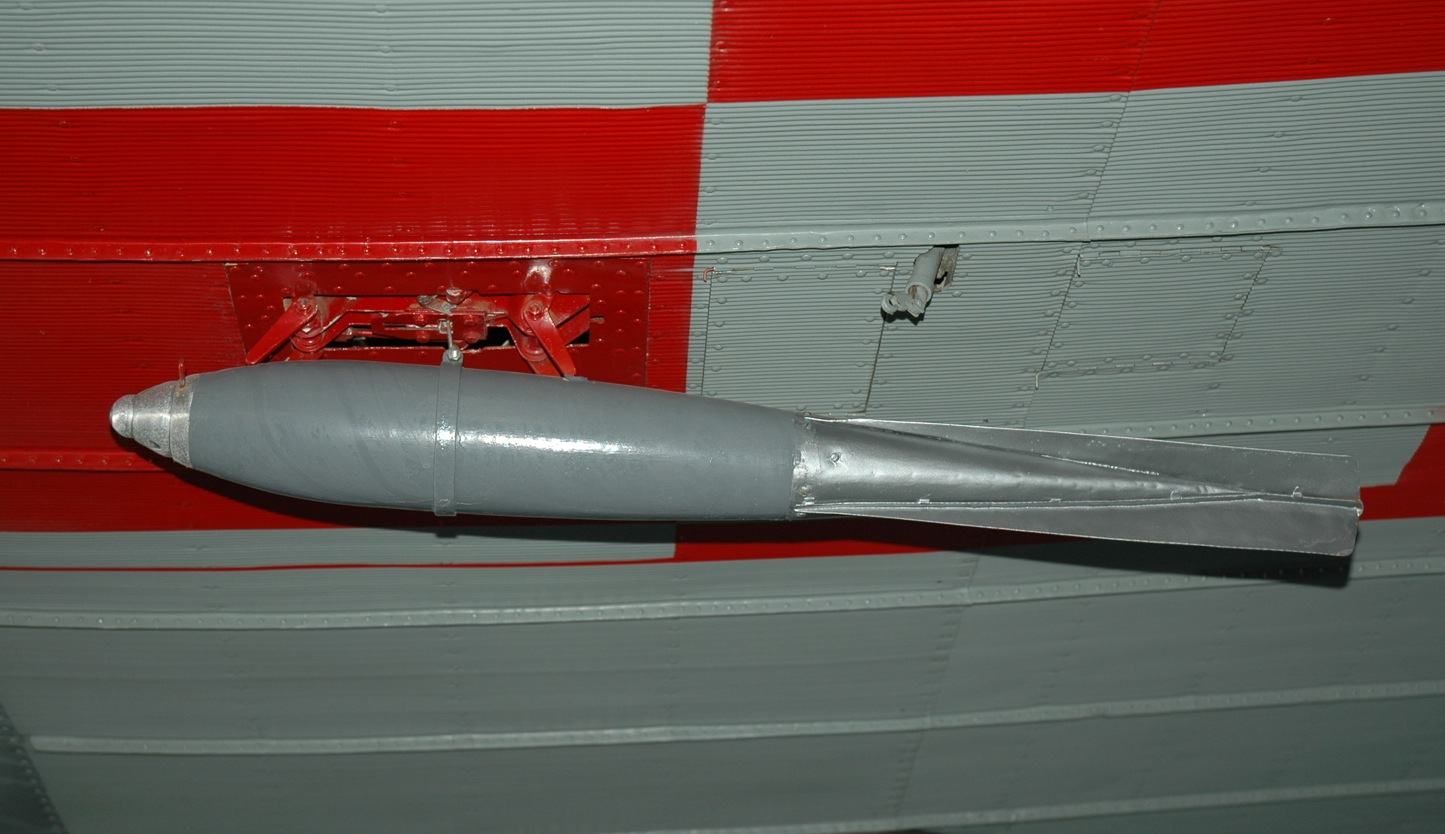
Bomba 12,5 kg pod skrzydłem

### Uzbrojenie i wyposażenie
Uzbrojenie stanowiły dwa montowane w kadłubie karabiny maszynowe wz. 33 kal. 7,92 mm produkcji Państwowych Wytwórni Uzbrojenia (PWU), o szybkostrzelności teoretycznej 1100 strz./min, zsynchronizowane ze śmigłem za pomocą synchronizatora JS-2 firmy Motolux. Początkowo używane były km-y Vickers wz. E kal. 7,92 mm o szybkostrzelności 650 strz./min. Lufy umieszczone były we wnękach po bokach kadłuba, pociski przelatywały przez rurę przechodzącą przez ścianę ogniową, między cylindrami silnika. Pilot mógł ręcznie przeładować karabiny maszynowe z kabiny. Nieliczne P.11c miały dwa dodatkowe karabiny maszynowe wz. 33 umieszczone w skrzydłach. Amunicja: P.11a po 700 nabojów na km (łącznie 1400), P.11c po 500 nabojów na km-y kadłubowe i po 600 nabojów na km-y skrzydłowe (łącznie 1000 lub 2200 sztuk). Przyrządy celownicze przeziernikowe stanowiła muszka kołowa z krzyżem i celownik w postaci stójki z tulejką z otworem. Do celów ćwiczebnych można było montować fotokarabin na tylnym zastrzale lewego płata. P.11c mógł przenosić do czterech bomb PuW o masie 12,5 kg na czterech, rzadziej dwóch podskrzydłowych wyrzutnikach Świątecki SW.
W samolotach P.11c stosowano radiostację krótkofalową nadawczo-odbiorczą N2L/M konstrukcji Państwowych Zakładów Tele- i Radiotechnicznych (PZTiR) w Warszawie, umożliwiającą łączność fonią między samolotami na odległość 2 km i z ziemią w odległości 10 km. Tuż przed wojną większość radiostacji zmodyfikowano, co doprowadziło do zwiększenia zasięgu łączności (do 100 km z ziemią). Według innych publikacji, zasięg radiostacji wynosił 10 km między samolotami i 50 km z ziemią. Anteny rozciągnięte od kadłuba do szczytu statecznika pionowego i od statecznika do końcówek skrzydeł. Samoloty wyposażone w radiostację posiadały prądnicę napędzaną wałkiem od przekładni silnika.

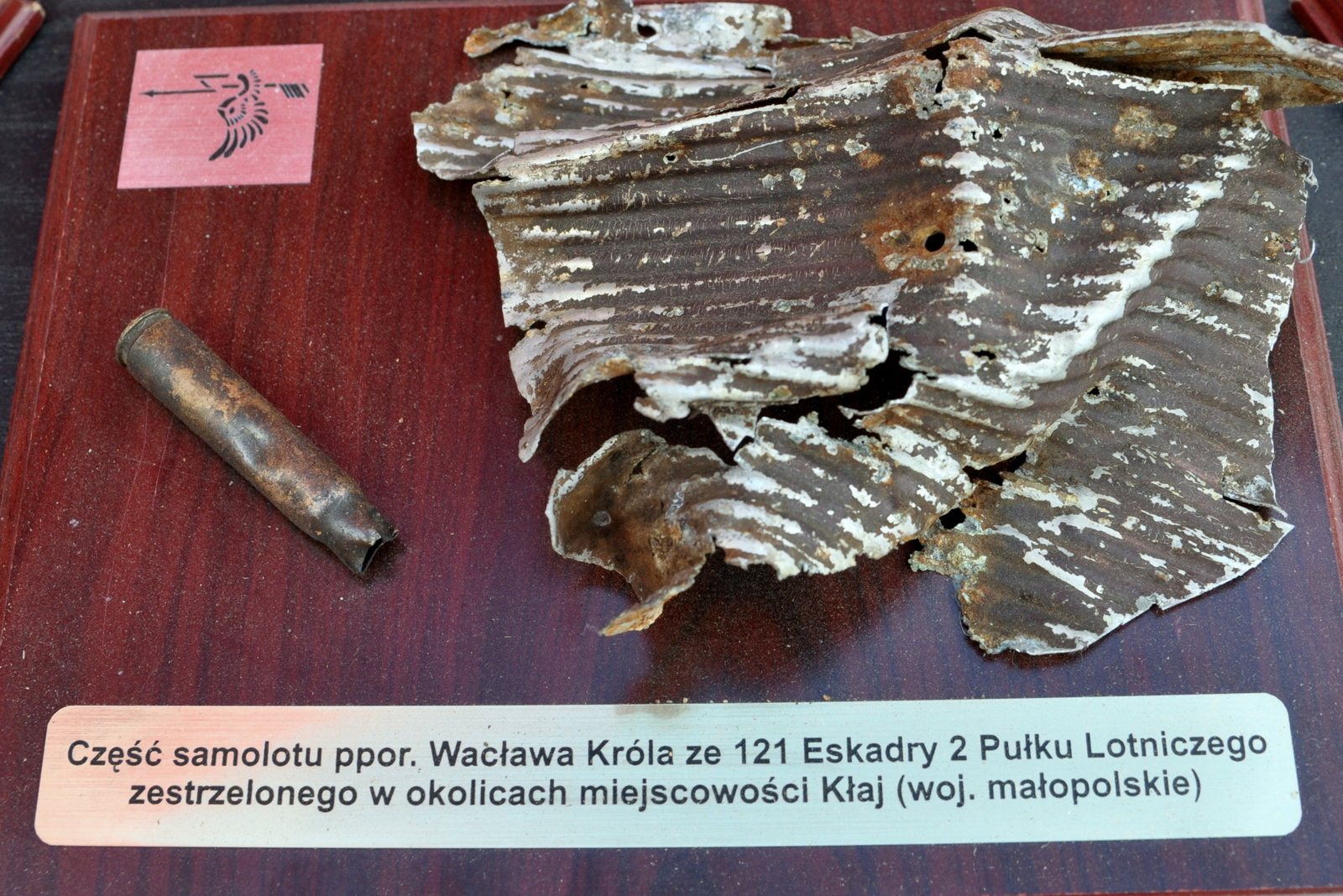
Szczątki samolotu pilota Wacława Króla

## Zachowane egzemplarze
Współcześnie jedyny zachowany egzemplarz P.11c znajduje się w zbiorach Muzeum Lotnictwa Polskiego w Krakowie. Samolot ten o numerze 8.63 został wyprodukowany w 1935 roku i należał do 121. Eskadry Myśliwskiej (nr boczny 2 i podskrzydłowy 39-K). W literaturze przypisuje się używanie tego samolotu podczas kampanii wrześniowej por. pil. Wacławowi Królowi. Zdobyty przez Niemców, trafił do Muzeum Lotnictwa w Berlinie, a w chwili zakończenia wojny, wraz z kolekcją tego muzeum znalazł się na terenie Polski. Od 1964 roku prezentowany najpierw na wystawie, a następnie w muzeum w Krakowie. W 1996 roku po remoncie uruchomiono jego silnik, lecz samolot jest nielatający.
Drobne fragmenty innego PZL P.11c ze 121. Eskadry Myśliwskiej, pilotowanego przez Wacława Króla i zestrzelonego 3 września 1939, odnaleziono w kwietniu 2012 w okolicach Kłaju. Odnalezione szczątki samolotu eksponowane są obecnie w Gminnej Izbie Regionalnej w Kłaju.

## Dane techniczne
|                             | P.11/I           | P.11/II     | P.11/III     | P.11a        | P.11b             | P.11c        | P.11f             | P.11g        |
| --------------------------- | ---------------- | ----------- | ------------ | ------------ | ----------------- | ------------ | ----------------- | ------------ |
| Masa własna (kg)            | 1022             | 1026        | 1032         | 1116         | 1118              | 1147         | 1108              | 1150         |
| Masa całkowita (kg)         | 1467             | 1494        | 1500         | 1580         | 1500              | 1650 do 1800 | 1586              | 1650         |
| Rozpiętość (m)              | 10,5             | 10,5        | 10,57        | 10,72        | 10,72             | 10,72        | 10,72             | 10,72        |
| Długość (m)                 | 7,21             | 7,2         | 7,25         | 7,25         | 7,25              | 7,55         | 7,55              | 7,55         |
| Wysokość (m)                | 2,78             | 2,75        | 2,69         | 2,69         | 2,7               | 2,85         | 2,75              | 2,75         |
| Powierzchnia nośna (m²)     | 17,9             | 17,9        | 17,9         | 17,9         | 17,9              | 17,9         | 17,9              | 17,9         |
| Silnik                      | Jupiter VII 9Asb | Mercury IVA | Mercury IVS2 | Mercury IVS2 | Gnome-Rhône 9Krsd | Mercury VS2  | Gnome-Rhône 9Krse | Mercury VIII |
| Moc nominalna/startowa (KM) | 400/480          | 497/517     | 525/575      | 525/575      | 500/515           | 565/600      | 560/615           | ?/850        |
| Prędkość maksymalna (km/h)  | 317              | 333         | 346          | 343          | 340               | 375          | 360               | 390          |
| Pułap (m)                   | 8600             | 10 100      | 8900         | ?            | ?                 | 8040         | 7500              | 10 000       |
| Wznoszenie (m/s)            | 11,6             | 13          | 12,5         | ?            | 12,2              | 12,4–14,5    | 11                | 13           |
| Zasięg (km)                 | ?                | ?           | ?            | 480          | 765               | 503–550      | ?                 | ?            |

Główne źródło: